# Jakub Avigdor
Jakub Avigdor (ur. 1896, zm. 1967) – polski rabin, naczelny rabin społeczności aszkenazyjskiej w Meksyku.
Urodził się w rodzinie rabina z Tyrawy Wołoskiej. W wieku 16 lat uzyskał smichę rabinacką. Studiował na Uniwersytecie Jagiellońskim i Jana Kazimierza we Lwowie, uzyskując stopień doktora filozofii. Dzięki reputacji dobrego mówcy i talmudysty został mianowany naczelnym rabinem Drohobycza i Borysławia w 1920. Urząd ten sprawował do 1941.
Po uwolnieniu z obozu w Buchenwaldzie Avigdor działał na rzecz wspierania Żydów w powojennej Europie. Po przybyciu do Stanów Zjednoczonych w 1946 przyjął obowiązki rabina w Brooklinie, a sześć lat później zaproponowano mu przyjęcie rabinatu Meksyku. Stanowisko to sprawował aż do śmierci w 1967.
Avigdor w swojej twórczości pisarskiej zajmował się tematami związanymi z filozofią, historią i tradycjami Żydów oraz komentarzami tekstów biblijnych. Większość jego prac przedwojennych została utracona. W Meksyku był stałym współpracownikiem czasopism i publikacji książkowych w językach: jidysz, hebrajskim i hiszpańskim.